# Senna Roos
Senna Roos (Breda, 17 juli 2002) is een handboogsporter met zowel de Belgische als de Nederlandse nationaliteit.

## Carrière
Geboren in Nederland, verhuisde hij op vijfjarige leeftijd met zijn gezin naar Hoogstraten, België. Daar ontdekte hij de handboogsport via een buurjongen en begon zijn training bij een lokale vereniging.
In 2018 behaalde Roos een bronzen medaille op de Jeugd Olympische Spelen in Buenos Aires, Argentinië, waarmee hij zijn potentieel op internationaal niveau bevestigde. Na 2021 koos hij ervoor om voor Nederland uit te komen, aangetrokken door de hogere trainingsstandaarden en betere begeleiding voor topsporters. “Hier worden sporters beter begeleid en zijn er meer kansen om te groeien.” Sindsdien traint hij op het Nationaal Sportcentrum Papendal en heeft hij deelgenomen aan diverse nationale en internationale competities.
In mei 2024 verzekerde Roos zich van een individuele quotumplaats voor TeamNL voor de Olympische Spelen in Parijs. Hoewel hij als reserve werd aangewezen en niet actief deelnam, werd dit beschouwd als een hoogtepunt in zijn carrière.
Naast zijn sportieve activiteiten heeft Roos een opleiding tot meubelmaker afgerond. Hij besloot zich volledig te richten op handboogschieten en ontving de A-status van NOC*NSF, wat hem in staat stelt van zijn sport te leven.